# Ludwig II. (Waadt)
Ludwig von Savoyen (* zwischen 1283 und 1293; † zwischen 18. Januar und 29. Januar 1349) aus der Familie der Grafen von Savoyen war Herr der Waadt.

## Leben
Er war der Sohn von Ludwig I., Herr der Waadt, und der Jeanne de Montfort. Er folgte seinem Vater 1302 als Herr der Waadt. 1310 wurde er von Papst Clemens V. zum Senator von Rom ernannt und begleitete Heinrich VII. bei dessen Kaiserkrönung. Er unterstützte seinen Onkel Amadeus V. beim Kampf gegen die Dauphins von Vienne. 1314/21 verzichtete er gegenüber Amadeus V. auf seine Rechte auf Savoyen gegen eine jährliche Rente und die Verleihung einiger Lehen. Er baute die Herrschaft des Hauses Savoyen in der Waadt aus, indem er die Herrschaftsrechte von Klöstern an sich zog und den Waadtländer Adel unter Kontrolle brachte und in das savoyische Herrschaftsgefüge integrierte. Vom Bischof von Lausanne erzwang er eine Teilung der Jurisdiktion über die Stadt Lausanne. Eduard von Savoyen machte ihn 1322 zum Generalleutnant des Canavese. 1328 kämpfte er auf französischer Seite in der Schlacht bei Cassel. Ab 1330 findet man ihn häufig am Hof des französischen Königs Philipp VI., der ihn zum obersten Kämmerer ernannte. Er focht für Frankreich in den Feldzügen des Hundertjährigen Krieges. Nach dem Tode Graf Aymons von Savoyen wurde er Vormund von dessen Sohn Amadeus VI. Nachdem sein einziger Sohn Johann in der Schlacht bei Laupen gefallen war, vermachte er die Waadt seiner Tochter Katharina, die das hoch verschuldete Gebiet 1359 an Amadeus VI. verkaufen musste.

## Familie
Ludwig heiratete 1309 Isabelle de Chalon († 1352/59), Tochter von Johann I. von Chalon, Sire d’Arlay und der Margarete von Burgund. Sie hatten 2 Kinder
- Katharina, Herrin der Waadt († 1388) ⚭ (I) Azzo Visconti (1302–1339); ⚭ (II) Raoul II. de Brienne, Graf von Eu und Guînes († 1350); ⚭ (III) Wilhelm I., Graf von Namur (1324–1391)
- Johann († 1339), gefallen in der Schlacht bei Laupen ⚭ Margarete von Auxerre († 1378)